# Normes européennes de modélisme
 (décembre 2022).
Si vous disposez d'ouvrages ou d'articles de référence ou si vous connaissez des sites web de qualité traitant du thème abordé ici, merci de compléter l'article en donnant les références utiles à sa vérifiabilité et en les liant à la section « Notes et références ».

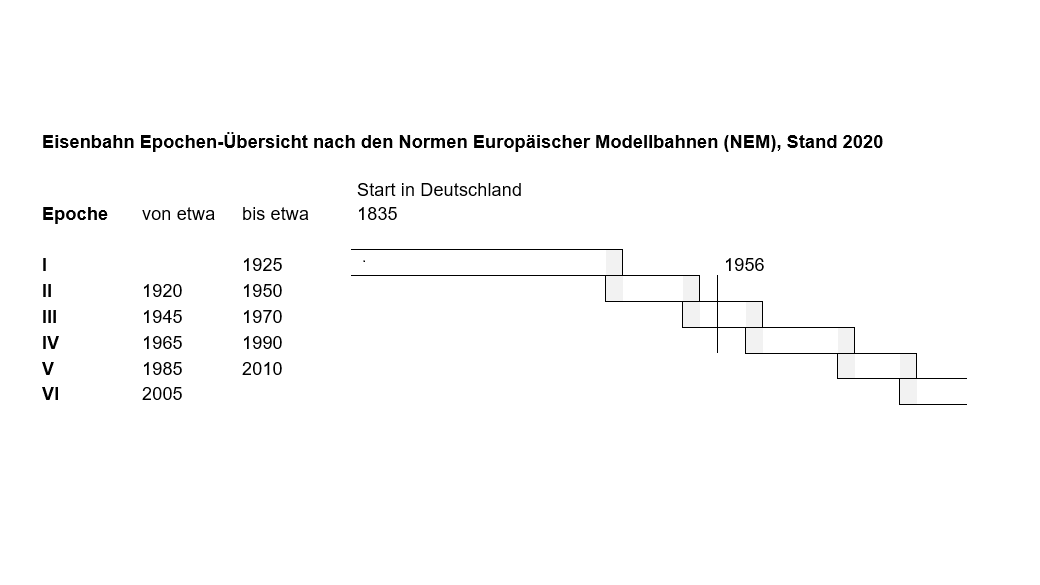
Les normes européennes de modélisme

Les normes européennes de modélisme (NEM, en allemand Normen Europäischer Modellbahnen - Normes européennes pour modèles ferroviaires) ont été établies en 1954 pour assurer la cohérence des fabrications liées au modélisme ferroviaire.

## Description
Les normes officielles sont éditées en français et en allemand. Elles ont d'abord été définies pour le modélisme ferroviaire par l'Union Européenne des Modélistes Ferroviaires et des Amis des Chemins de fer (MOROP). Aux États-Unis, c'est l'Association nationale National Model Railroad Association (NMRA) qui a établi depuis 1936 des normes ferroviaires qui font autorité. Les deux associations MOROP et NMRA travaillent en commun pour définir par exemple les normes de la commande numérique.